# Rajcsányi Ferenc
Rajcsányi Ferenc (Győr, 1913. szeptember 25. – Budapest, 1991. október 11. vagy 1991. november 22. előtt) a Televíziós Főosztály Intéző Bizottságának elnöke (1956 október – 1957 augusztus).

## Élete
Általános iskolai tanulmányait Győrben és a Bács megyei Kisszálláson, középiskolai tanulmányait a budapesti Árpád Reál gimnáziumban végezte. 
1940-ben került a Hunnia Filmgyárba ösztöndíjas gyakornokként. Első jelentős munkájaként a Zilahy Lajos rendezte „Szűz és gödölye” segédrenderzője volt. Miután számos egyéb filmben is közreműködött felvételvezetőként és gyártásvezetőként, az „Emberek a havason” film (1942) felvételvezetője volt az összes „külső” felvételnél. A másik nagy sikerű, de Rákosi által itthon betiltott „Ének a búzamezőkön” Szőts István filmnek (1947) gyártásvezetője volt. Az évek során együtt dolgozott Oláh Gusztáv, Zilahy Lajos („Valamit visz a víz”), Rodriguez Endre („Kalotaszegi Madonna”), Hegedűs Tibor („Sári bíró”) rendezőkkel, Jávor Pál, Karády Katalin, Szellay Alice, Görbe János, Csortos Gyula, Tolnay Klári színészekkel. A II. magyar hadseregben a voronyezsi frontra került, ahonnan sebesülten jött haza. Rövid ideig a Honvéd filmhez osztották be munkatársként. A Mafirt felkérésére 1948-ben rendezte az „Ibusz ismét dolgozik” rövidfilmet, amelynek forgatókönyv írója is volt. A Szőts-film cég megszűnése után az államosított Hunnia filmgyár igazgatója nem vette fel rendezői közé. A fényképész szakmában tudott elhelyezkedni, majd annak államosítása után vasesztergályosként, magánemberként pedig úszóedzőként dolgozott. 
A Televíziós Főosztály megalakulása után, a Rádió alkalmazta 1955 tavaszán szerződéses munkaviszonyban két televíziós film gyártásvezetői és társrendezői feladataira. A „Szerelem Budapesten” és az „Egy éjszaka Budapesten” filmek női főszerepére az akkor még főiskolás Töröcsik Marit választotta, akit a filmek megtekintése után hívtak meg a „Körhinta” főszerepére. 
A Televíziós Főosztályra a gyártási osztály vezetőjeként 1955 október 1-ével került. Széleskörű filmes tapasztalatai és a televíziós technikák gyors elsajátítása következtében rövid idő alatt a televízió tényleges szakmai vezetője lett. Elősegítette tehetséges szakembereknek a televízióhoz kerülését (így például ő hívta a televízióhoz azt a négy operatőrt, akik azután két évtizedig a felvételek és közvetítések meghatározó erői voltak), illetve külsősként az ottani munkába történő bevonásukat (László Endre, Banovich Tamás, Szécsi Ferenc, Várkonyi Zoltán, Mihályfi Imre). A televíziós műfajnak szinte minden területén egyike volt az első alkotóknak: a helyszíni sportközvetítések első rendezője, az első opera (Bánk bán) közvetítésének (1957 május) rendezője, az első művészeti televíziós film („Csipkefa bimbója” Kodály Zoltánnal) társrendezője és gyártásvezetője, a világhírű cimbalomművésszel, Rácz Aladárral készített tv-film gyártásvezetője, külföldi művésszel (Yehudi Menuhinnal) készített első televíziós kisfilm gyártásvezetője, az első nagy tömeget mozgató rendezvény (az 1957 május 1-i felvonulás) adásának rendezője, az első kerekasztal beszélgetés gyártásvezetője, az első (még a Híradó és Dokumentumfilmgyár által készített) televíziós híradó műsorának tervezője és összeállítója. Munkásságával kialakította és lefektette azokat a televíziós művészeti elveket és szempontokat, valamint technikai elrendezéseket, amelyeket az utána következő televíziós munkatársak hosszú évekig alkalmazhattak.  
Az 1956-os forradalom során a Főosztály dolgozói a részleget irányító vezetővé, az Intéző Bizottság elnökévé választották. Szakmai vezetőként kidolgozta a televízió műsorpolitikáját és műsorstruktúráját, a közvetítések műsortervét, intézte a helyszíni közvetítő kocsi importját és munkába állítását, a televíziós adótorony építési munkálatainak folytatását és a televízió székhelyének kiépítését, az intézmény odaköltözését. Az irányítása alatt kezdte meg újból a magyar televízió 1957 február 5-én az adásait. A politikai vezetés intézkedései nyomán az Intéző Bizottság 1957 nyarára elvesztette befolyását a televíziós munka irányítására. Bár az ellene indított fegyelmi eljárásban tisztázta magát a vádakkal szemben, 1957 augusztus 31-ével felmondással távozott a televíziótól.
1957 szeptemberétől számos egészségügyi és munkavédelmi film rendezője, forgatókönyvírója és gyártásvezetője volt. Rendezője és forgatókönyv írója volt a többszörös díjnyertes „Kopog a fehér bot” munkavédelmi filmnek. 1960-ban a Magyar Hirdető vállalat filmcsoportjának vezetésére kérték fel, ahol feladata reklámfilmek készítésének irányítása, filmek rendezése volt. 1961-68 között a Magyar Hirdető készítette a Magyar Televízió számára a legtöbb reklámfilmet. 1972-ben több reklámfilmjével részt vett a velencei Nemzetközi Reklámfilm Fesztiválon. 1974-ben ment nyugdíjba, bár kisfilmes és munkavédelmi fesztiválok zsűrijében még évekig részt vett elnökként vagy tagként.